# Una noche
Una noche és una pel·lícula de drama i thriller d'ambient cubà escrita i dirigida per Lucy Mulloy i protagonitzada per Dariel Arrechada, Anailín de la Rúa de la Torre, i Javier Nuñez Florián.

## Trama
Atrapat en la pobresa desesperada a l'Havana, Raúl somia amb escapar-se a Miami. Quan l'acusen d'haver agredit un turista, veu la seva única opció com fugir. Demana al seu millor amic, Elio, que ho abandoni tot, inclosa la seva família, i l'ajudi a arribar a Miami, a 90 milles de l'oceà. El compromís de l'Elio es posa a prova quan es troba dividit entre ajudar a escapar en Raúl i protegir la seva germana bessona, la Lila. Els tres surten en una bassa que l'Elio va fer amb pneumàtics. Els taurons són atrets per la sang menstrual de la Lila que es filtra a l'aigua. Elio mor quan intenta rescatar la Lila. Raúl i Lila acaben a la deriva, aferrats a un tauler d'escuma de poliestirè, i són arrossegats a la costa cubana per turistes britànics amb les seves motos d'aigua.

## Producció
Mulloy va passar anys a l'Havana investigant per al seu primer llargmetratge Una noche. Mentre es trobava a Cuba, la història de Mulloy es va desenvolupar mentre buscava joves talents sense formació per assumir els papers principals. Mulloy va rebre una beca de producció i una mentoria de Spike Lee.

## Deserció en la vida real
Durant l'any 2012 a Miami per promocionar la pel·lícula, van desaparèixer els actors Anailín de la Rúa de la Torre (Lila) i Javier Nuñez Florián (Elio). Quan van contactar, van indicar que desertaven i van demanar asil polític.

## Recepció

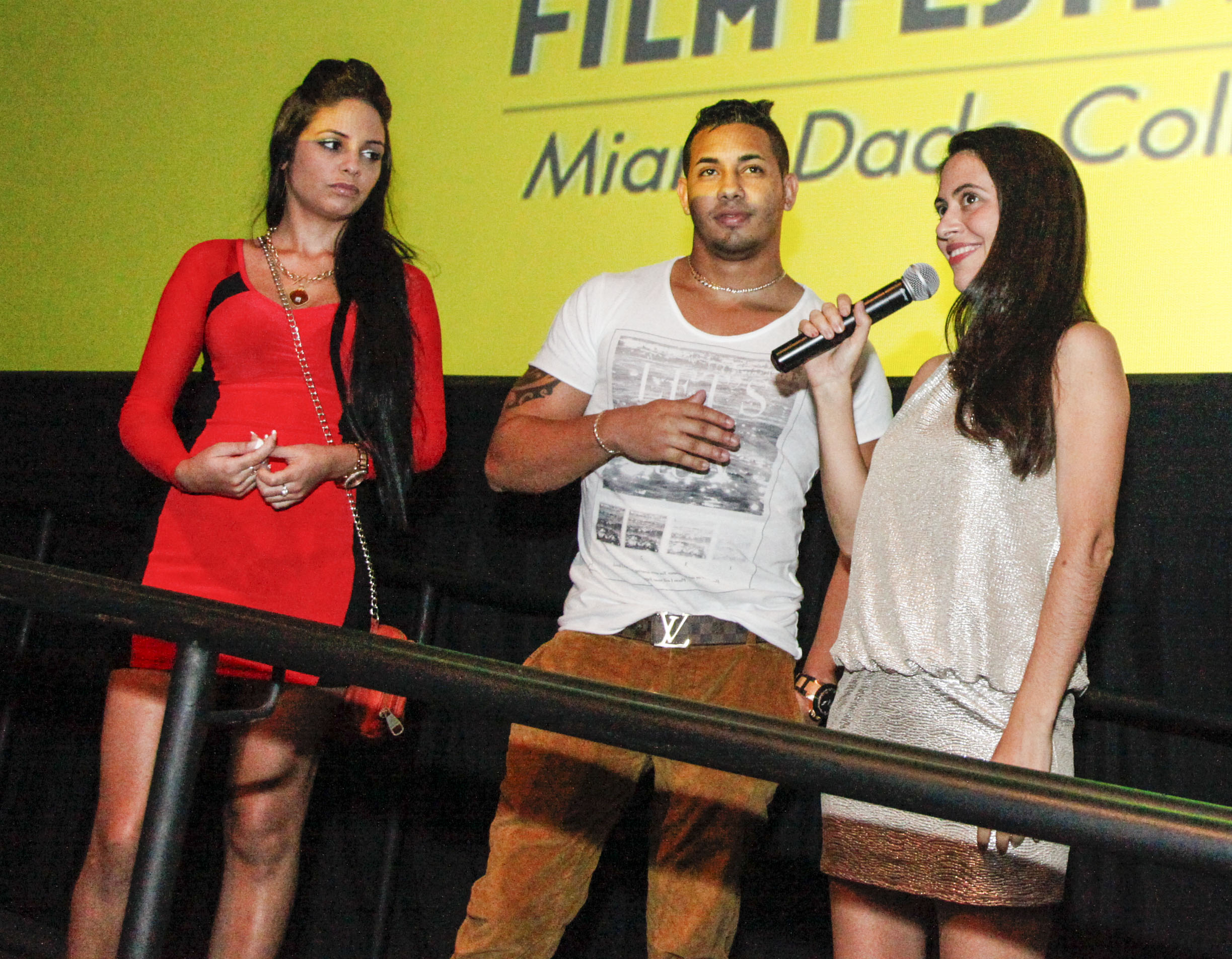
Els actors Anailín de la Rúa de la Torre, Javier Núñez Florián i la directora Lucy Mulloy a la projecció de l'esdeveniment especial de la Miami Film Society d'Una noche al Paragon Coconut Grove el 2013.

Una ooche es va estrenar mundialment al Festival Internacional de Cinema de Berlín de 2012 a la Competició Generation i es va estrenar als Estats Units al Festival de Cinema de Tribeca de 2012. "Una pel·lícula de debut palpitant té un corrent subterrani de comèdia obscena que no prepara del tot l'espectador per al gir desgarrador que pren."
Una noche va cridar l'atenció dels mitjans internacionals, abans de la seva estrena als Estats Units quan dos dels actors principals de la pel·lícula, Javier Nuñez Florián i Anailín de la Rúa de la Torre, anaven de camí per presentar la pel·lícula a la seva estrena als Estats Units al Festival de Cinema de Tribeca van desaparèixer i, segons es diu, va desertar als EUA.
En un gir molt divulgat Javier Nuñez Florián i el seu coprotagonista Dariel Arrechada van guanyar el premi al millor actor mentre Nuñez romania amagat durant el frenesí mediàtic que va seguir. "Una noche va arrasar al Festival de Cinema de Tribeca amb premis del jurat, emportant-se el de millor actor, fotografia i els honors de nou director al concurs de Narrativa."

## Premis
2010 Festival de Cinema de Tribeca Premi de narrativa emergent
2011 Premi Gotham Premi Spotlight per a dones cineastes
2012 Festival de Cinema de Tribeca Millor director novell d'un llargmetratge
2012 Festival de Cinema de Tribeca Millor fotografia
2012 Festival de Cinema de Tribeca Millor actor
2012 62è Festival Internacional de Cinema de Berlín Nominada per Crystal Bear - Lucy Mulloy
2012 62è Festival Internacional de Cinema de Berlín Nominada al Premi Fairbindet de Cinema
2012 62è Festival Internacional de Cinema de Berlín Finalista del Teddy Award
2012 Festival de Brasília Premi al millor guió d'un llargmetratge
2012 Deauville American Film Festival Gran Premi del Jurat
2012 Festival Internacional de Cinema d'Atenes Millor guió
2012 Festival Internacional de Cinema de Fort Lauderdale Millor pel·lícula estrangera
2012 Festival Internacional de Cinema de Fort Lauderdale Millor director
2012 Festival Internacional de Cinema d'Estocolm Premi Telia
2012 Festival Internacional de Cinema de l'Índia Premi Especial del Jurat
2012 Festival de Cinema d'Oaxaca Millor actor, Javier Nunez Florian
2014 Premis Independent Spirit Nominació a la millor primera pel·lícula, Lucy Mulloy
2014 Premis Independent Spirit Nominació a millor editor, Cindy Lee